# Mons-Boubert
Mons-Boubert ist eine französische Gemeinde mit 578 Einwohnern (Stand 1. Januar 2022) im Département Somme in der Region Hauts-de-France. Sie gehört zum Arrondissement Provins und zum Kanton Abbeville-2. Das Gemeindegebiet liegt im Regionalen Naturpark Baie de Somme Picardie Maritime.

## Bevölkerungsentwicklung
| Jahr      | 1962 | 1968 | 1975 | 1982 | 1990 | 1999 | 2009 |
| Einwohner | 625  | 567  | 519  | 508  | 506  | 480  | 535  |

## Sehenswürdigkeiten
- Kirche Saint-Martin